# 禾馨醫療集團
禾馨醫療集團（通稱禾馨醫療）為臺灣的私人醫療機構，由前臺大醫院婦產科主治醫師蘇怡寧於2012年創立。該集團以婦產科為主要領域，提供生殖醫學、小兒專科、健康管理等多專科醫療服務。截至2025年，禾馨醫療於臺灣設有十多處院所，包含懷寧、新生、民權、怡仁、桃園及臺中安和院區。
該集團推動團隊合作照護產婦制度，包括24小時接生團隊、雙主治醫師剖腹產制度及專任麻醉科醫師執行減痛分娩，強調分工與風險控管；。亦實施「倒三角產前照護模式」透過產檢流程進行產婦安全管理追蹤。2025年起，與民間機構合作推動社區健康與兒童照護，提供聽覺損傷兒童健康檢查、協助先天性心臟病家庭補助、舉辦捐血活動、親子衛教講座，並參與公益團體舉辦之親子活動。

## 歷史

### 沿革
- 2012年，成立禾馨懷寧婦產科。[12]
- 2014年，成立禾馨新生婦幼診所[13]；花蓮門諾醫院合作，提供超音波產檢醫療服務支援。[14]
- 2015年，成立禾馨民權婦幼診所及小禾馨兒童專科診所；新增國際泌乳顧問、乳房物理治療及整形外科門診。[13]
- 2016年，設立親子牙科。[13]
- 2017年，成立禾馨怡仁婦幼中心，增設泌尿科門診。[15]
- 2018年，成立小禾馨民權小兒專科診所及小禾馨懷寧兒童專科診所；增設大腸直腸外科門診。[13]
- 2019年，成立禾馨士林產後護理之家及小禾馨士林兒童專科診所。[13]
- 2020年，成立禾馨桃園婦幼診所暨產後護理之家；設立禾馨眼科診所。[16]
- 2021年，成立禾馨宜蘊生殖醫學中心（台北）。[17]
- 2022年，成立禾馨民權健康管理診所與乳房健康管理中心（中心院區）[18]；於桃園及台中增設禾馨宜蘊生殖醫學中心，並新增血管外科門診。[19]
- 2023年，成立胎兒心臟照護特別門診及妊娠心臟照護特別門診；設立疼痛復健科門診；與花蓮門諾醫院啟動人工生殖橋接計畫，縮短鄉鎮醫療資訊落差。[13][20]
- 2024年，成立禾馨安和婦幼診所及禾馨臺中產後護理之家[21]；開設小兒多科別次專科門診，包含感染科、過敏氣喘、腸胃與營養、內分泌成長、遺傳諮詢及神經科。[22]
- 2025年，成立「第五孕期產後修復整合門診」。[23]

## 旗下機構
- 禾馨婦產科（附設兒科）
- 禾馨新生婦幼診所
- 禾馨民權婦幼診所
- 小禾馨兒童專科診所
- 小禾馨民權小兒專科診所
- 禾馨眼科診所
- 禾馨民權健康管理診所
- 禾馨怡仁婦幼中心
- 禾馨士林產後護理之家
- 小禾馨士林小兒專科診所
- 禾馨桃園婦幼診所暨產後護理之家
- 禾馨桃園乳房診所
- 禾馨乳房健康管理中心
- 禾馨安和婦幼診所
- 禾馨台中產後護理之家

## 診療科別
- 婦產科
- 生殖醫學
- 小兒科
- 小兒外科
- 親子牙科
- 親子骨科
- 復健科／疼痛科
- 眼科
- 形體美學（整形外科）
- 血管外科
- 乳房外科
- 直腸外科
- 泌尿科
- 皮膚科
- 消化內科（健檢中心）
- 新陳代謝科
- 心臟內科
- 麻醉科
- 血液腫瘤科
- 神經內科
- 風濕免疫科
- 身心科[24]

## 得獎紀錄
禾馨醫療自2016年起獲多項政府機關與專業協會頒獎肯定，其中包括：
- 2017年 國家新創獎：第十四屆國新新創獎 - 婦幼互動醫療服務整合行動裝置平台《企業新創獎》。[25]
- 2024年 臺灣醫療品質協會：113年度會員大會暨學術研討會《精神鼓勵獎》。[26]
- 2025年 國際母嬰產業發展協會：2025第四屆金孕獎《醫療奉獻獎》及《優選醫療診所獎》。[27]

此外，亦多次獲臺北市衛生局授予疫苗接種與兒童發展篩檢等項目之績優獎。

## 爭議事件

### 詐領健保補助
2019年6月，健保署表示，部分孕婦於禾馨診所接受自費產檢服務時，診所同時申報健保費用，涉及詐領健保給付，總金額約新台幣1500萬元。健保署隨後對該院所暫停健保特約資格一個月，並追繳相關費用。台北地檢署調查後，認定執行長蘇怡寧涉嫌詐欺及偽造文書罪，考量其認罪後態度良好，給予緩起訴處分，條件為向公庫支付50萬元。

### 隱匿群聚感染
2019年10月，位於臺北市士林區的禾馨產後護理之家發生呼吸道融合病毒群聚感染事件。根據中央流行疫情指揮中心與疾管署資料，共有10名嬰兒出現感染症狀。台北市衛生局後續調查表示，該機構未依《傳染病防治法》規定即時通報疫情，且通報同仁中無專人負責，構成延遲通報情節，因此裁罰新台幣4萬元。

### 特權疫苗事件
2021年，COVID-19疫情期間，禾馨旗下4家診所幫81位非優先接種對象施打COVID-19疫苗，被臺北市政府認定違規，總共處以新台幣230萬元的罰款，同時取消疫苗合約診所的資格。6月21日，營運長林思宏召開記者會，並出示與臺北市衛生局對話紀錄，表示已依規定取得疫苗配發並提供施打名冊。
2022年8月，臺北高等行政法院判決撤銷臺北市府衛生局對禾馨醫療的處罰。林思宏被依偽造文書罪起訴。同年12月，臺北地方法院依使公務員登載不實罪判處林思宏拘役120日，得易科罰金，緩刑2年，並罰款新臺幣100萬元。

### 違規COVID-19抗體檢驗事件
2021年，禾馨婦產科診所與禾馨民權婦幼診所在臺北市政府核准COVID-19抗體自費檢驗服務前，對民眾提供相關檢驗。臺北市衛生局認定兩間診所違規，分別開罰新台幣5萬元。

### 涉嫌詐領保險金
2022年1月，臺北地檢署以涉嫌開立不實醫學診斷證明，協助產婦申請保險理賠為由，對禾馨醫療集團旗下5家診所進行調查及搜索。同年8月，北檢表示查出相關理賠總金額約為新台幣6738萬元，依詐欺等罪嫌起訴包括禾馨營運長林思宏及多名醫師、保險業務員、產婦在內的109人。對此，禾馨醫療表示尊重司法，並強調會全力配合檢調及司法單位。金管會則要求17家壽險公司檢討保單招攬及核保流程。
同年12月，其中23名產婦在認罪後與保險公司達成和解，並返還詐領的保險金，北檢因而給予緩起訴處分，並要求繳交緩起訴處分金給公庫。另有一名禾馨行政主管因坦承犯行，被檢察官給予緩起訴處分。面對指控，涉案醫師在開庭時均表示，依實際狀況開立醫囑，沒有違反醫學倫理和法令的情形。

### 最貴掛號費爭議
2024年3月，衛福部宣布停止「醫療機構收取掛號費參考範圍」，取消掛號費150元的上限，改由醫療院所依市場機制自行訂定。根據媒體報導，台中禾馨安和婦幼診所的「特約門診」掛號費為2500元，為當時全台最高。對於高額掛號費，執行長蘇怡寧表示，該門診提供特定服務模式，包括預約指定看診時段、獨立診間及專人引導等，以回應部分患者對隱私與看診時間安排的需求。

## 外部連結
- 禾馨醫療官方網站